# 2027-es gravelkerékpár-világbajnokság
A 2027-es gravelkerékpár-világbajnokság a Nemzetközi Kerékpáros-szövetség (UCI) által minden évben kiírt gravelkerékpár-világbajnokság (UCI Gravel World Championships) 2027-es eseménye, melyet Franciaország Felső-Savoya régiójában rendeznek meg, a 19 szakágat felvonultató kerékpár-világbajnokság részeként.